# Ludwik Bonaparte
Ludwik Napoleon Bonaparte, fr. Louis Napoléon Bonaparte, Prince Impérial, Roi de Hollande (ur. 2 września 1778 w Ajaccio, zm. 25 lipca 1846 w Livorno) – czwarty syn Carlo Maria Buonaparte i jego małżonki Letycji, młodszy brat Napoleona Bonaparte oraz ojciec Napoleona III.

## Młodość
Po śmierci ojca w 1785 Ludwika wziął do siebie jego starszy brat, porucznik artylerii – Napoleon, który osobiście uczył go przedmiotów wojskowych, historii, geografii i języków. Młodzieniec walczył w kampaniach brata we Włoszech i Egipcie. Po tej ostatniej dostał awans na pułkownika, zaś po koronacji brata na cesarza został generałem brygady i otrzymał później – jako ostatni francuski wojskowy – honorowy tytuł konetabla Francji. W roku 1806 Napoleon rozwiązał położoną na terenie Niderlandów Republikę Batawii i stworzył Królestwo Holandii, tron którego przekazał Ludwikowi.

## Król Holandii
Ludwik zwany teraz Lodewijk I początkowo wzdragał się przed przyjęciem korony, od lat cierpiał na silny reumatyzm i obawiał się wilgotnego klimatu Niderlandów, ale w końcu ugiął się przed wolą brata. Także entuzjazm Holendrów dla monarchii był raczej umiarkowany – przed rewolucją walczyli długo z monarchistycznymi ambicjami stadhouderów z dynastii orańskiej, którzy byli władcami obieralnymi i pełnili funkcje czysto reprezentatywne, ale wobec wszechwładzy Francji Niderlandczycy musieli w apatii czekać, jakie będą poczynania nowego władcy, któremu bardzo trudno przychodziło opanowanie mowy niderlandzkiej.

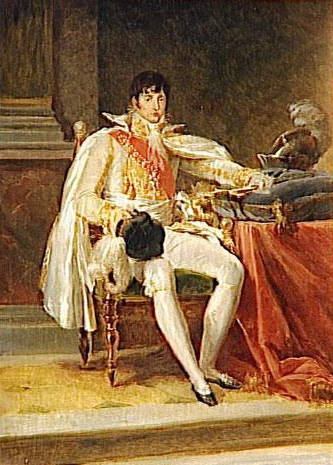

Ludwik starał się być dobrym władcą: założył wiele istniejących do dziś dnia instytucji kulturalnych jak Akademię Nauk (Koninklijk Instituut van Wetenschapen), Bibliotekę Królewską (Koninklijke Bibliotheek) i sławne Muzeum Narodowe (Rijksmuseum). Po wybuchu statku z prochem w Lejdzie w r. 1807 osobiście pośpieszył na miejsce katastrofy i kierował pracami ratowniczymi, podobnie postąpił przy wielkiej powodzi roku 1809, gdy dając przykład wszystkim nosił worki z piaskiem dla wzmocnienia wałów. Otrzymał wtedy przydomek Ludwika Dobrego. Przeprowadził także na wzór francuski reformę administracyjną kraju, dzieląc go na dziesięć departamentów, co wzmocniło centralne władze w Hadze.
Ludwik prowadził bardzo liberalną politykę religijną. Wyznawcy religii żydowskiej i katolickiej posiadali wprawdzie od czasu Republiki Batawskiej na papierze te same prawa, co większość protestancka, ale w rzeczywistości byli nadal dyskryminowani – Ludwik dopuścił ich do urzędów państwowych i zwrócił katolikom wiele kościołów zagarniętych przez protestantów, m.in. Katedrę św. Jana w ’s-Hertogenbosch. Dokonał także reformy prawa, wprowadzając oparte na Kodeksie Napoleona Kodeks cywilny Burgerlijk Wetboek i Kodeks karny Wetboek van Strafrecht.
Z drugiej strony nie brakowało krytyki od poddanych Ludwika. Oszczędnym z natury Holendrom nie podobała się niesłychana pompa dworu królewskiego i coraz nowe rezydencje, które Ludwik wznosił lub przebudowywał, uciekając przed wilgotnym klimatem z Hagi do Utrechtu, stamtąd do Amsterdamu, gdzie kazał przebudować ratusz na pałac królewski (którym do dziś jest), na koniec do Haarlem, gdzie zaczął wznosić nową rezydencję, której już nie dokończył.

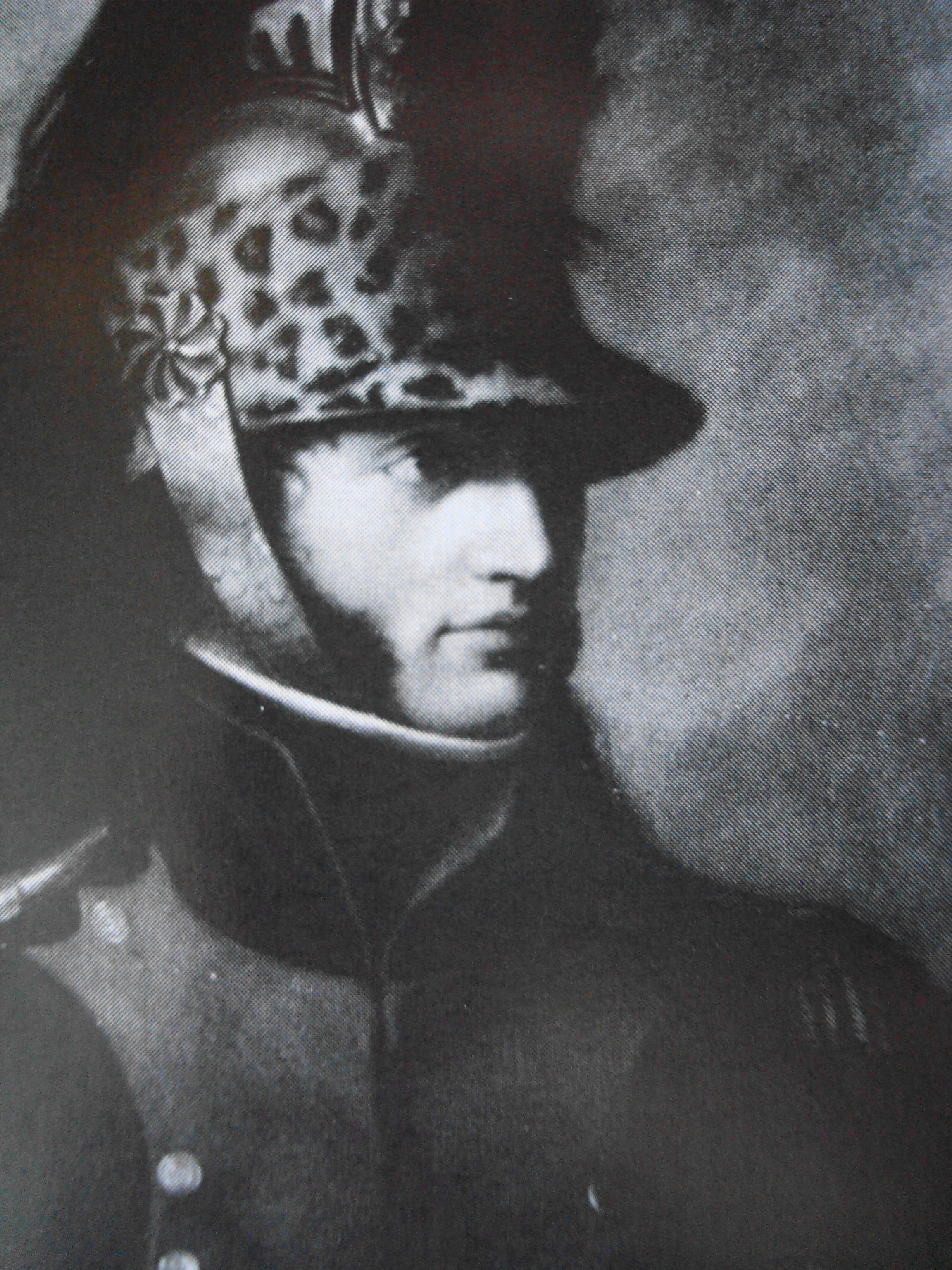
Ludwik Bonaparte

## Konflikt z Napoleonem i abdykacja
Konflikt z Napoleonem wzrastał na sile. Cesarz ciągle zarzucał bratu, że preferuje interesy holenderskie przed francuskimi, zażądał od niego w r. 1808 dostarczenia 40 000 wyekwipowanych żołnierzy, co było niemożliwe dla kraju liczącego dwa miliony mieszkańców i udręczonego kontrybucjami francuskimi, wobec czego Ludwik odmówił. Odmówił także wprowadzenia powszechnej służby wojskowej. W tym samym roku Napoleon ogłosił blokadę kontynentalną przeciw Anglii – zakaz jakiegokolwiek handlu z tym krajem – czego Holendrzy, naród kupiecki i żeglarski, nie chcieli się trzymać. W roku 1809 Anglicy zajęli wyspę Walcheren i otworzyli przez to drogę do Antwerpii, dokonując masakry słabych oddziałów holenderskich. Wyparł ich dopiero na wiosnę tego roku sam Napoleon i wezwał brata do Paryża, gdzie zaproponował mu objęcie tronu Hiszpanii, na co Ludwik się nie zgodził. Powrócił do Holandii, gdzie 1 lipca 1810 abdykował na rzecz swojego syna Napoleona Ludwika (1804–1831), ale Napoleon już powziął decyzję aneksji Holandii przez Francję i wysłał tam wojska. Nominalnie Ludwikowi pozostał tytuł wielkiego księcia Bergu i Kleve, który mu przysługiwał do 1813.

## Po abdykacji

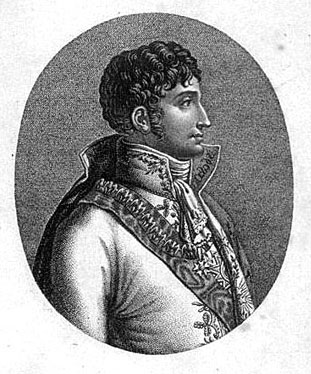

Po abdykacji Ludwik przebywał najpierw w Czechach, w Teplicach, a po upadku Napoleona przeniósł się do Florencji, gdzie żył pod nazwiskiem hrabiego de Saint-Leu (nadanie brata z r. 1805). Zmarł w Livorno w roku 1846. Pochowany został w Saint-Leu-la-Forêt w pobliżu Paryża, obok dwóch starszych synów.

## Rodzina
Wymuszone przez Napoleona w 1801 małżeństwo Ludwika z córką swej żony Józefiny, Hortensją, było dla obojga partnerów bardzo nieszczęśliwe, w związku z czym małżonkowie szukali pocieszenia w niezliczonych miłostkach. Mieli mimo to trzech synów:
- Napoleon Karol Bonaparte (1802 – 1807, być może syn Napoleona I),
- Napoleon Ludwik Bonaparte (1804 – 1831),
- Ludwik Napoleon Bonaparte, późniejszy Napoleon III, w przypadku którego ojcostwo Ludwika nie jest według niektórych biografów pewne.

Ludwik miał także nieślubnego syna – François de Castelvecchio (1826 – 1869).